# Ibai Gómez
Ibai Gómez Pérez (Bilbao, 11 novembre 1989) è un allenatore di calcio ed ex calciatore spagnolo, di ruolo attaccante, tecnico dell'FC Andorra.

## Carriera

### Club

#### Gli inizi
Nato a Bilbao, Gómez ha incominciato la sua carriera con il Santutxu nei campionati regionali baschi, vincendo il Pallone d'Oro per la categoria nel febbraio 2009. Dopo cinque anni ha lasciato il club, ma è rimasto nella regione basca dopo essersi accordato per il passaggio al Sestao River Club della terza divisione.

#### Athletic Bilbao
Il 4 giugno 2010, dopo la retrocessione del Sestao, Gómez è passato direttamente in prima divisione, acquistato dall'Athletic Bilbao per due anni, con un'opzione per un altro anno o per altri due anni.
Il 17 ottobre 2010 ha fatto il suo esordio come sostituto di Gaizka Toquero al 67º minuto della partita casalinga contro il Real Zaragoza (vittoria per 2-1); dopo solo tre minuti, tuttavia, è stato lui stesso a dover essere sostituito, dopo essersi infortunato al ginocchio.
Gómez ha contribuito con due reti, mentre l'Athletic ha raggiunto la finale della UEFA Europa League 2011-12 per un totale di sette presenze nella competizione - segnando contro lo Schalke 04 (2-2 in casa, 6-4 sul totale) e Sporting Clube de Portugal (3-1 successo in casa, 4-3 vittoria complessiva). Viene promosso in prima squadra per il 2012-13, ricevendo la maglia numero 11. Il 17 novembre 2012 ha segnato il suo primo gol in campionato della campagna, in una sconfitta per 1-5 al Real Madrid.
Nel 2013-14, Gómez ha segnato otto gol in 18 presenze, aiutando i Lions a qualificarsi alla UEFA Champions League. Ha anche sofferto alcuni problemi durante quella stagione, e ha mancato la stragrande maggioranza del 2015-16 a causa di un disturbo di tendinite al ginocchio destro.

#### Alavés
Il 31 luglio 2016, Gómez ha rescisso il contratto con Athletic e ha firmato un contratto triennale con il Deportivo Alavés poche ore dopo. Il 10 settembre ha segnato il suo primo gol con il club appena promosso, segnando il secondo nella vittoria storica per 2-1 contro l'FC Barcelona al Camp Nou. Ha anche giocato nella finale della Copa del Rey contro lo stesso avversario, che si è conclusa con una sconfitta per 1-3. 
Gómez ha segnato la sua prima tripletta da professionista il 4 dicembre 2017, nella vittoria per 3-2 contro il Girona.

#### Ritorno all'Athletic
Il 10 gennaio 2019, Gómez è rientrato all'Athletic Bilbao per un contratto fino al giugno del 2022. Ha fatto il suo secondo esordio per la squadra tre giorni dopo, subentrando dalla panchina nella vittoria casalinga per 2-0 sul Sevilla FC. Il 16 luglio 2021 rescinde il proprio contratto con il club.

#### Foolad F.C.
Il 10 marzo 2022, dopo essere rimasto svincolato per oltre 8 mesi, firma un contratto con il Foolad, squadra iraniana militante in massima serie.

#### Ritiro
Il 9 novembre 2022 annuncia l'abbandono al calcio giocato

## Palmarès

### Club

#### Competizioni nazionali
- Supercoppa di Spagna: 2

Athletic Bilbao: 2015, 2021